# Lijst van Belgische adelsverheffingen 2001
Personen die in 2001 in de Belgische adel werden opgenomen of een adellijke lijst verkregen.

## Baron
- Jean-Marie Bogaert (1939- ), erfelijke adel en persoonlijke titel van baron
- Pierre Haillez (1923- ), erfelijke adel en persoonlijke titel baron
- Hugo Paemen, erfelijke adel en  persoonlijke titel baron
- Pierre Romeijer, erfelijke adel en persoonlijke titel van baron
- Georges Schnek, erfelijke adel en persoonlijke titel van baron
- Jean Stéphenne, erfelijke adel en persoonlijke titel van baron
- Jean-Baptiste Thielemans gezegd Toots Thielemans, erfelijke adel en persoonlijke titel van baron
- Eugène Traey, erfelijke adel en persoonlijke titel van baron
- Olivier Vanneste, erfelijke adel en persoonlijke titel van baron

## Ridder
- Salvatore Adamo, erfelijke adel en persoonlijke titel van ridder
- Arthur Blanckaert alias Will Tura, erfelijke adel en persoonlijke titel van ridder
- Marc Yves Blanpain, erfelijke adel en persoonlijke titel van ridder
- Pierre Lulsens alias Pierre Arty, erfelijke adel en persoonlijke titel van ridder
- Gilbert Seresia, erfelijke adel en persoonlijke titel van ridder

## Jonkheer
- Johan, Peter, Dirk, Geert, Ilse Arrazola de Oñate, erkenning van erfelijke adel